# بطولة العالم لسباق الدراجات على الطريق 2019
بطولة العالم لسباق الدراجات على الطريق 2019 (بالإنجليزية: 2019 UCI Road World Championships)‏ هي البطولة الثانية والتسعين لبطولة UCI العالمية والرابعة التي تقام في المملكة المتحدة، أقيمت بين 22 و29 سبتمبر 2019 في هاروغيت، المملكة المتحدة.

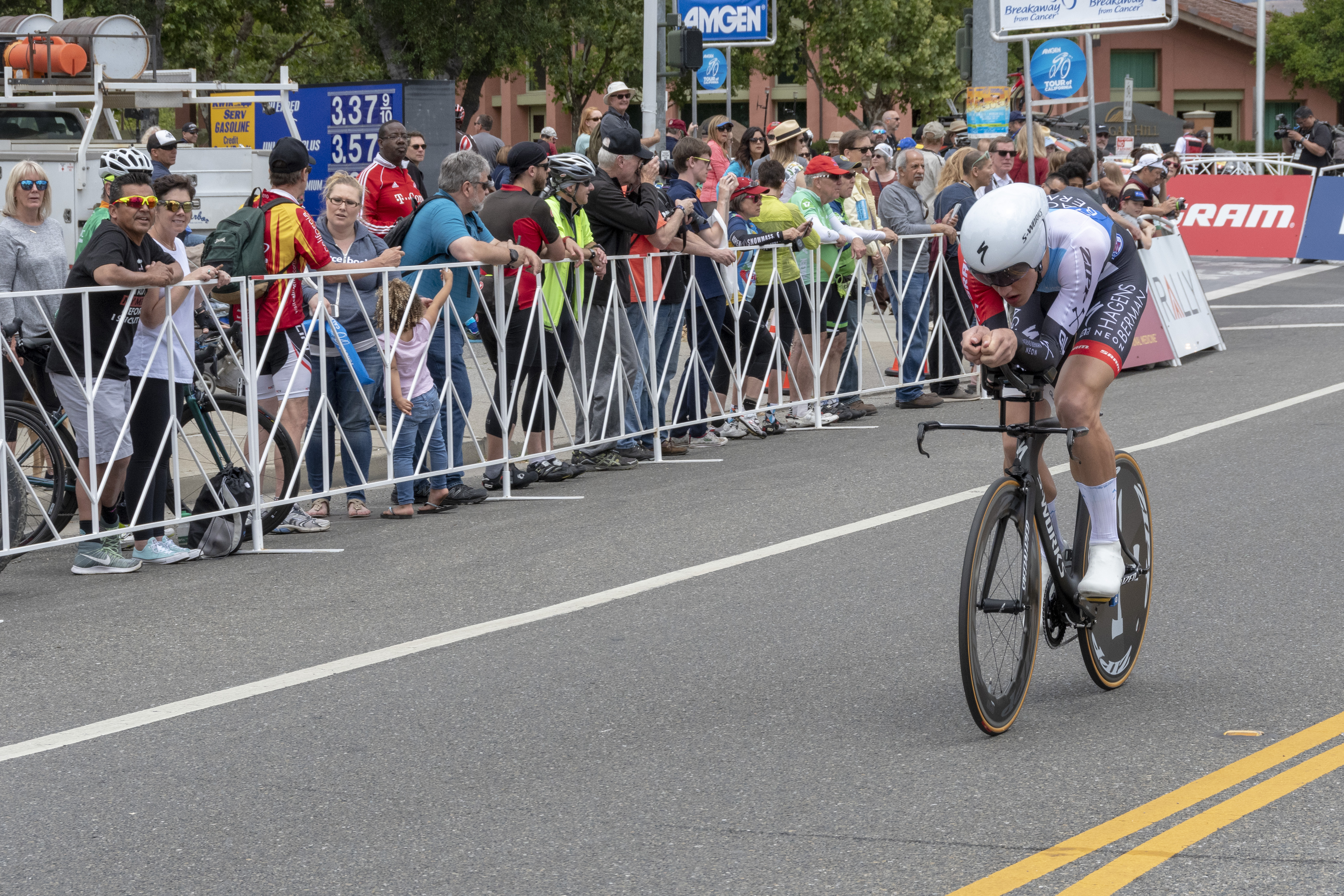

## المنافسات
| 29 سبتمبر | 1  | سباق الطريق                             | مادس بيدرسن          | ماتيو ترينتين       | ستيفان كونغ       |
| 22 سبتمبر | 2  | سباق الطريق ضد الساعة تتابع مختلط للفرق | هولندا               | ألمانيا             | المملكة المتحدة   |
| 25 سبتمبر | 3  | سباق الطريق ضد الساعة                   | روهان دنيس           | رمكو أفينبول        | فيليبو غانا       |
| 24 سبتمبر | 4  | سباق الطريق ضد الساعة للنساء            | كلو ديجيرت           | أنا فان دير بريغين  | أنيميك فان فليوتن |
| 23 سبتمبر | 5  | سباق الطريق ضد الساعة للشابات           | Aigul Gareeva ‏       | شيرين فان أنروي     | Elynor Bäckstedt ‏ |
| 23 سبتمبر | 6  | سباق الطريق ضد الساعة للشبان            | Antonio Tiberi ‏      | Enzo Leijnse ‏       | Marco Brenner ‏    |
| 24 سبتمبر | 7  | سباق الطريق ضد الساعة للرجال تحت سن 23  | ميكيل بيرج           | يان غاريسون         | براندون ماكنولتي  |
| 26 سبتمبر | 8  | سباق الطريق المداري للشبان              | كوين سيمونز          | Alessio Martinelli ‏ | ماغنوس شيفيلد     |
| 27 سبتمبر | 9  | سباق الطريق للشابات                     | Megan Jastrab ‏       | Julie De Wilde ‏     | Lieke Nooijen ‏    |
| 27 سبتمبر | 10 | سباق الطريق للرجال تحت سن 23            | Samuele Battistella ‏ | Stefan Bissegger ‏   | توم بيدكوك        |
| 28 سبتمبر | 11 | سباق الطريق للسيدات                     | أنيميك فان فليوتن    | أنا فان دير بريغين  | أماندا سبرات      |

## وصلات خارجية
- الموقع الرسمي